# 美雛
美雛（1995年7月13日—），日本AV女優。
2017年6月以 永井美雛（永井みひな） 的身分出道，2018年10月2日改名為 あず みひな ，同時事務所移到マインズ。2019年6月18日改名為 美雛（みひな）。

## 個人簡歷
2017年6月從AV界出道。從女學生到已婚婦女，各種年齡層的角色都演出過。
2018年10月2日從NAXプロモーション移到マインズ並改名為「あず みひな」。
2019年6月18日於個人Twitter上宣布改名為「美雛（みひな）」。但是在2019年後半販售的一些作品中仍使用「あず みひな」為藝名。
座右銘是「毎日が黒歴史」。

## 外部連結
- みひな （元 あずみひな、元 永井みひな)的X（前Twitter）（2018年10月2日 - ）
- みひな （元 あずみひな、元永井みひな）（azu_mihina）- Instagram（2019年6月2日 - ）
- みひな （元 （页面存档备份，存于） あずみひな、元 永井みひな) （页面存档备份，存于）（https://followme.app/@mihina （页面存档备份，存于） （页面存档备份，存于））- FOLLOW ME (2021年2月21日 - )